# کلئانتس
کلئانتس ((به یونانی: Κλεάνθης)؛ ۳۳۰-۲۳۰ پیش از میلاد) اسوسی یک فیلسوف رواقی یونانی بود و به عنوان دومین مدیر مدرسه رواقی در آتن، جانشین زنون رواقی شد. او در ابتدا یک بوکسور بود که به آتن آمد و به یادگیری فلسفه پرداخت و به درس‌های زنون گوش داد. او با کار کردن به عنوان آب‌رسان در شب‌ها هزینه زندگی را در می‌آورد. پس از مرگ زنون در سال ۲۶۲ پیش از میلاد او مدیر مدرسه شد(۲۶۴ تا ۲۳۹) و این پست را به مدت ۳۲ سال نگاه‌داشت. کلئانتس با موفقیت دکترین زنون را حفظ کرد و گسترش داد. او ایده‌های جدیدی در فیزیک رواقی ارائه کرد، و رواقی‌گری را در تطابق با اصول ماده‌باوری و همه‌خدایی گسترش داد. از میان بریده‌های نوشته‌های کلیانتیس که برجای مانده، بزرگترینشان «سرودی برای زئوس» است. شاگرد وی کریسیپوس بود که یکی از مهمترین اندیشمندان رواقی شد.
کلیانتیس در شهر اسوس در حدود ۳۳۰ پیش از میلاد به دنیا آمد.
بنا بر گفته دیوژن لائرتی، 
او پسر فانیاس بود و در سالهای اولیه زندگی بوکسور بود.